# Grevinnan Mariza

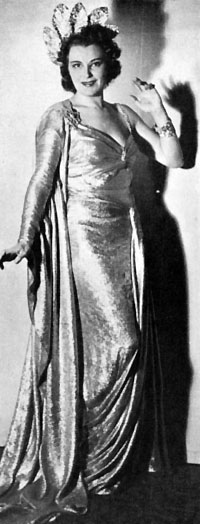
Margit Rosengren i lamétoalett som Mariza i Operans uppsättning 1941.

Grevinnan Mariza (tyska: Gräfin Mariza) är en operett i tre akter tonsatt av Emmerich Kálmán. Librettot är skrivet av Julius Brammer och Alfred Grünwald. Opretten uruppfördes 1924.

## Historia
1915 iscensatte den ungerske kompositören Emmerich Kálmán ett verk av regionalt intresse: Csardasfurstinnan. Ungersk folkmusik (eller vad folk ansåg som ungersk folkmusik) hade varit väldigt populär i Europa ända sedan det sena 1700-talet, med Franz Liszts Ungerska rapsodier och Johannes Brahms Ungerska danser som de mest kända exemplen. Csardasfurstinnan blev lika populär när den kom, trots att det skedde i mitten av Första världskriget. Kriget förekommer inte i operetten, men verket anspelar på tidens händelser: den unge prinsen och varietésångerskan som gifter sig i finalen blir symboler för ett demokratiskt och sekulariserat samhälle som skulle uppstå efter kriget, om än endast för en kort tid.
När Kálmán arbetade på Grevinnan Mariza 1923 såg världen annorlunda ut. Han hade ambitionen att återupprepa succén med Csardasfurstinnan. Efter att ha krävt revideringar av librettoförfattarna om och om igen i ett års tid ansåg han tiden mogen att komponera musiken. Sedan chefen för Theater an der Wien, Hubert Marischka, som åtagit sig premiären, också fått gehör för sina synpunkter, så hade operetten premiär den 28 februari 1924 och blev snabbt en världssuccé. Den är näst Csardasfurstinnan Kalmáns mest spelade verk.  
Liksom Csardasfurstinnan är Grevinnan Mariza en operett som skärskådar samtidens samhälle: efter kriget och den efterföljande politiska turbulensen var Europa fullt av utfattiga adelsfamiljer som tvingades finna ett sätt att leva "normalt". Handlingen kan även referera till en specifik verklig händelse; ingen litterär källa har kunnat identifieras. I den nya efterkrigsvärlden ersatte pengar social bakgrund och privilegier som huvudfaktorn vilken bestämde den sociala ordningen. Det var inte intressant varifrån du kom utan vad du ägde. Detta utgjorde basen för verkets nostalgiska stämning, och när Kálmán målar upp den tämligen intakta lilla världen på ett ungerskt lantgods, så gör han det med en insikt om att världen han porträtterar är på väg att försvinna.

### Svenska uppsättningar
Den svenska premiären ägde rum på Stora Teatern i Göteborg 1924 med Margit Rosengren i huvudrollen. Hon hade även huvudrollen i uppsättningen på Oscarsteatern i Stockholm året därpå. Där fick Max Hansen sitt genombrott som operettsångare i den komiska rollen som svinuppfödare Zsupán. Tillsammans med Elsie Altmann sjöng han den blivande schlagern Kom med till Varasdin!   
Operetten sattes även upp på Kungliga Operan i Stockholm den 10 maj 1941 då Margit Rosengren åter spelade en av sina favoritroller som grevinnan.

## Personer
| Roller                                                    | Röststämma  | Premiärbesättning 28 februari 1924 (Dirigent: Anton Paulik) |
| --------------------------------------------------------- | ----------- | ----------------------------------------------------------- |
| Grevinnan Mariza                                          | sopran      | Betty Fischer                                               |
| Furst Moritz Dragomir Populescu                           | baryton     | Richard Waldemar                                            |
| Baron Kolomán Zsupán, godsägare från Varasdin             | tenor       | Max Hansen                                                  |
| Greve Tassilo of Endrödy-Wittemburg                       | tenor       | Hubert Marischka                                            |
| Lisa, Tassilos sister                                     | sopran      | Elsie Altmann                                               |
| Karl Stefan Liebenberg                                    | bas         |                                                             |
| Furstinnan Božena Guddenstein zu Clumetz                  | mezzosopran | Mizzi Gribl                                                 |
| Penižek, hennes betjänt                                   | talroll     | Hans Moser                                                  |
| Tschekko, trotjänare hos grevinnan Mariza                 |             |                                                             |
| Berko, en zigenare                                        |             |                                                             |
| Manja, en ung zigenerska                                  | sopran      |                                                             |
| Bybarn, gäster, dansare, zigenare, bypojkar och byflickor |             |                                                             |

## Handling
Zigenarflickan Manja flörtar med den nytillträdda fogden Béla Törek. I själva verket är Törek den fattige greven Tassilo, som försöker tjäna pengar och avsätta en summa till sin syster Lisas hemgift. Grevinnan Maritza, en ung änka, kommer oväntat till gården för att fira sin förlovning. Denna "förlovning" är dock påhittad, uppfunnen för att avskräcka hennes många beundrare. Namnet hon har valt för sin friare är Baron Koloman Zsupán. Men till Tassilos skräck upptäcker han Lisa bland Maritzas gäster. Han uppmanar henne att hålla deras släktband hemligt. Maritza är också generad när en äkta Koloman Zsupán materialiseras, efter att ha sett ett tillkännagivande om sitt "förlovning" i pressen.
Gästerna hör hur Tassilo sjunger sången "Komm, Zigány", som han avslutar med en czardas. Maritza beordrar honom att upprepa den; han vägrar och den arga grevinnan meddelar att han är avskedad. Manja förutspår att grevinnan kommer att få tur i kärlek. "En måne kommer att passera över denna jord och Maritza finner sin lycka", sjunger hon. Maritza beslutar därför att stanna kvar på sin egendom. Hon hindrar Tassilo att lämna och ber om ursäkt.
Zsupan har under tiden kommit fram till att han föredrar Lisa framför Maritza, medan Maritza alltmer lockas av Tassilo. Den åldrande Lothario Populescu avslöjar dock för Maritza Tassilos identitet och hävdar dessutom att Lisa är hans flickvän. Maritza förolämpar Tassilo, som förklarar att han kommer att lämna. Men innan han går skriver den ångerfulla Maritza honom en "referens" som i själva verket är ett förslag till äktenskap. Operetten avslutas med Maritza och Tassilo, och Zsupan och Lisa, förlovade.

## Musiknummer
- Glück ist ein schöner Traum (Manja)
- Grüß mir die süßen, die reizenden Frauen im schönen Wien (Tassilo)
- Höre ich Zigeunergeigen (Mariza)
- Sonnenschein hüllt dich ein – O schöne Kinderzeit (Lisa, Tassilo)
- Komm mit nach Varasdin (Mariza – Zsupán. Lisa – Zsupán)
- Komm, Zigan, komm, Zigan, spiel mir was vor (Tassilo)
- Ich möchte träumen von dir, mein Puzikam (Lisa – Zsupán)
- Einmal möcht' ich wieder tanzen (Mariza – Tassilo)
- Junger Mann ein Mädel liebt – Behüt dich Gott komm gut nach Haus (Lisa – Zsupán)
- Geigen schallen, Lichter blitzen (alla)
- Sag ja, mein Lieb, sag ja (Mariza – Tassilo)
- Hab mich einmal toll verliebt (Tassilo)
- Braunes Mädel von der Puszta (Mariza, Populescu, Zsupán)
- Wer hat euch erdacht, ihr süßen Frau'n (Tassilo)
- Schwesterlein, Schwesterlein (Lisa – Tassilo)